# Kameralamt Rosenfeld
Das Kameralamt Rosenfeld war eine Einrichtung des Königreichs Württemberg, die im Amtsbezirk Besitz und Einkommen des Staates verwaltete. Es bestand von 1807 bis 1843 in Rosenfeld. Das Kameralamt wurde im Rahmen der Neuordnung der Staatsfinanzverwaltung im Königreich Württemberg geschaffen. 

## Geschichte
Gemäß Verordnung vom 7. Juli 1807 wurde das Patrimonialamt Zimmern und die Burg des Fürsten von Zeil dem Kameralamt Rosenfeld zur Erhebung der Einkünfte zugeteilt.
Durch Verfügung vom 6. Juni 1819 wurden dem Kameralamt Rosenfeld die Forst- und Jagdgefälle des Forstreviers Leidringen zugeteilt. 
Laut Verfügung vom 28. Dezember 1830 wurden vom Kameralamt Oberndorf an das Kameralamt Rosenfeld die Forstgefällverwaltung des Reviers Sulz nebst der Ausgabenverrechnung des Forstamts Sulz sowie die Kameralgefällorte Stadt Sulz, Holzhausen, Mühlheim am Bach, Sigmarswangen und Wittershausen überwiesen. 
Das Kameralamt Rosenfeld hat dagegen abgetreten:
- an das Kameralamt Rottweil die Gemeinde Göschingen,
- an das Kameralamt Balingen die Gemeinden Erlaheim und Dormettingen.

Aus dem Kameralamt Rosenfeld wurde 1843 das Kameralamt Sulz.